# 69 (сексуална поза)
69 такође позната и по свом француском имену соасант-неф (фр. soixante-neuf — шездесет деветка) је сексуална поза у којој се двоје људе налазе у положају у којем се њихове гениталије истовремено налазе у висини уста њиховог партнера и у којем симултано упражњавају орални секс. Ова поза може се упражњавати без обзира на пол партнера, тј. могућа је између партнера како различитог, тако и истог пола.
Шездесет деветка се може упражњавати у лежећем положају, у којем се један партнер налази изнад другог. Алтернативно, један партнер може бити у стојећем положају држећи другог партнера наопачке. У оваквом положају гениталијама се прилази на обрнут начин због чега је осећај при оралном сексу у овој пози наводно другачији од осећаја при уобичајеном оралном сексу.
Код шездесет деветке у којој учествује женски партнер, њен клиторис се стимулише лизањем, обично преко клиторичне навлаке која се активира уколико је клиторис превише осетљив на директну стимулацију. Код мушког партнера, његов френулум се трља о непца партнера-ке, а његов гланс може бити стимулисан језиком партнера/ке. У шездесет деветки у којој учествују мушкарац и жена, жена може одлучити да зауме горњу позицију како би контролисала дубину уласка пениса у уста. Међу различитим варијацијама ове сексуалне позе најчешћа је она која подразумева стимулацију вагине или ануса прстима (са пенетрацијом или без ње). Предност ове сексуалне позе је то што оба партнера у исто време доживљавају сексуални ужитак. Међутим, истовремени орални секс може покварити задовољство партнеру коме је циљ само лично задовољство. Поза такође може бити незгодна уколико између партнера постоји знатна разлика у висини.